# Suncus
A Suncus az emlősök (Mammalia) osztályának Eulipotyphla rendjébe, ezen belül a cickányfélék (Soricidae) családjába és a fehérfogú cickányok (Crocidurinae) alcsaládjába tartozó nem.

## Előfordulásuk
A Suncus-fajok előfordulási területe főleg a kontinentális Afrikában, az indonéz szigetvilágban, Srí Lankán és India déli részén található meg. Azonban vannak fajok melyek Ázsia déli és keleti részein, Dél-Európában és Madagaszkáron is fellelhetőek.

## Rendszerezés
A nembe az alábbi 18 élő faj tartozik:
- Suncus aequatorius (Heller, 1912)
- fekete pézsmacickány (Suncus ater) (Medway, 1965)
- Suncus dayi (Dodson, 1888)
- etruszk cickány (Suncus etruscus) (Savi, 1822)
- Suncus fellowesgordoni Phillips, 1932
- Suncus hosei (Thomas, 1893)
- Suncus infinitesimus (Heller, 1912)
- Suncus lixus (Thomas, 1898)
- madagaszkári pézsmacickány (Suncus madagascariensis) (Coquerel, 1848)
- Suncus malayanus (Kloss, 1917)
- Suncus megalura (Jentink, 1888)
- floresi pézsmacickány (Suncus mertensi) Kock, 1974
- Suncus montanus (Kelaart, 1850)
- távol-keleti pézsmacickány (Suncus murinus) (Linnaeus, 1766) - típusfaj
- gaboni pézsmacickány (Suncus remyi) Brosset, DuBost & Heim de Balsac, 1965
- Suncus stoliczkanus (Anderson, 1877)
- Suncus varilla (Thomas, 1895)
- Suncus zeylanicus Phillips, 1928